# Xylopia discreta
Xylopia discreta (L.f.) Sprague & Hutch. – gatunek rośliny z rodziny flaszowcowatych (Annonaceae Juss.). Występuje naturalnie w Kolumbii, Wenezueli, Gujanie, Surinamie, Ekwadorze, Peru oraz Brazylii (w stanach Acre, Amazonas, Roraima i Maranhão).

## Morfologia
PokrójZimozielone drzewo dorastające do 22 m wysokości. Młode pędy są owłosione.
LiścieLancetowate, ostro zakończone.

## Biologia i ekologia
Rośnie w wiecznie zielonych lasach na terenach nizinnych.